# Luhtarämiä ja Haaposuo-Korppisuo
Luhtarämiä ja Haaposuo-Korppisuo este o arie protejată (arie specială de conservare — SAC, sit de importanță comunitară — SCI) din Finlanda întinsă pe o suprafață de 1.666 ha, integral pe uscat.

## Localizare
Centrul sitului Luhtarämiä ja Haaposuo-Korppisuo este situat la coordonatele 65°17′03″N 27°09′28″E / 65.2842°N 27.1578°E.

## Înființare
Situl Luhtarämiä ja Haaposuo-Korppisuo a fost declarat sit de importanță comunitară în august 1998 pentru a proteja un număr necunoscut de specii din flora spontană și fauna sălbatică aflate în arealul zonei. Situl a fost protejat și ca arie specială de conservare în aprilie 2015.

## Biodiversitate
Situată în ecoregiunea boreală, aria protejată conține 6 habitate naturale: Lacuri și iazuri distrofice naturale, Cursuri de apă de la nivel de câmpie la nivel montan, cu vegetație Ranunculion fluitantis și Callitricho-Batrachion, Turbării active, Turbării Aapa, Taiga vestică, Mlaștini împădurite.
La baza desemnării sitului se află un număr nedeclarat de specii protejate.
Pe lângă speciile protejate, pe teritoriul sitului au mai fost identificate 1 specie de plante.